# Kentico CMS
Il Kentico CMS è un sistema per la gestione dei contenuti (in acronimo CMS) per la realizzazione e amministrazione di siti web, negozi online, intranet e pagine di comunità che usano  la tecnologia Web 2.0. Il Kentico viene utilizzato da più di 7,000 portali web in 84 paesi del mondo. Il Kentico CMS utilizza la piattaforma ASP.NET e Microsoft SQL del server. Il Kentico consente lo sviluppo grazie al motore del sito oppure anche direttamente nell'ambiente Visual Studio. Kentico è compatibile con Microsoft Windows Azure.

## Storia
Il Kentico CMS viene sviluppato dalla compagnia  Kentico Software fondata nel 2004 da Petr Palas con sede a Brno. Nel 2008 la Kentico Software ha aperto una filiale negli Stati Uniti e nel 2010 una filiale anche in Gran Bretagna e la seconda negli Stati Uniti.
Nel 2010 la Kentico Software è diventata la ditta ceca con lo sviluppo economico più veloce nella classifica FAST 50 dichiarata dalla società Deloitte. È successo grazie al suo aumento economico di 1781% durante gli ultimi cinque anni.

## Moduli
La funzione del Kentico CMS copre cinque aree: sistema per la gestione dei contenuti, E-komerce, Social Networking, Intranet a Online Marketing. Kentico CMS contiene 40 moduli e più di 250 web parts.

## Caratteristiche
- Il sistema per la gestione dei contenuti incluso supporto workflow, creazione automatica di versioni dei documenti e diritti di accesso
- Codice sorgente a disposizione[13]
- Supporto AJAX
- API aperto
- Supporto delle versioni mobili di pagine web[14]
- Integrazione con Microsoft Sharepoint[15]
- Appartenenza degli utenti nei gruppi di utenti e le parti del web protetti
- Supporto delle versioni multilinguistiche di web incluso Unicode e le lingue scritte da destra a sinistra

(la lingua araba, ebraica ecc.)
- Design e navigazione flessibili (drop-down menu, tree menu, UL list menu, tabs)[16]
- Interfaccia utente accogliente
- Integrazione degli ASP.NET controllori standard e supporto dei propri controllori
- Supporto Visual Studio .NET e ASP.NET versione 2.0 e 3.5[17]
- WYSIWYG editor
- Ottimizzazione per motori di ricerca (SEO)
- Standard di Web: XHTML, in tabelle o CSS layout, WAI
- Avvisi dei web preparati prima (Pagine delle aziende, On-line negozi, Pagine personali)
- Altre caratteristiche

## Kentico in Italia
L’adozione di Kentico in Italia è iniziata nel 2008, grazie al contributo di due agenzie: eLogic ed Exetera. Negli anni successivi, la piattaforma ha visto un’importante espansione con l’implementazione in siti web di aziende e organizzazioni di rilievo, tra cui Aruba, GMV Care & Research, HUH, Bostik, iGuzzini, AC Milan e ACF Fiorentina
Oggi, la community italiana di Kentico è guidata da Exetera | Thinking Digital, il principale partner italiano della piattaforma, riconosciuto come Kentico Gold Partner. Exetera svolge un ruolo strategico nel consolidare la presenza di Kentico nel mercato italiano, promuovendo l’utilizzo avanzato della piattaforma e supportando clienti e sviluppatori con soluzioni tecniche e strategiche.
L’evoluzione di Kentico in Italia testimonia la crescente domanda di strumenti per la gestione digitale avanzata e per l’ottimizzazione delle esperienze utente, rafforzata dalla presenza di una community attiva e da progetti di alto profilo nel settore enterprise.